# Torneo Apertura 2001 (El Salvador)
El Torneo Apertura 2001 fue el séptimo torneo corto desde la creación del formato de un campeonato Apertura y Clausura, que se juega en la Primera División de El Salvador. Alianza se proclamó campeón por octava vez en su historia, y segunda ocasión en este tipo de competencia.

## Formato de competencia
El torneo clausura se desarrolla de la misma forma que el torneo de temporada anterior, en dos fases:
- Fase de clasificación: los dieciocho días del campeonato.
- Fase final: los partidos de ida y vuelta que van desde las semifinales hasta la final.

### Fase de clasificación
Durante la fase de clasificación, los diez equipos se enfrentan a los otros nueve equipos dos veces según un calendario elaborado al azar. Los cuatro mejores equipos se clasifican para las semifinales, mientras que el último desciende a la Segunda División .
La clasificación se basa en la escala de puntos clásica (victoria a 3 puntos, empate a 1, derrota a 0). El desempate final se basa en los siguientes criterios:
- El número de puntos.
- La diferencia de goles general.
- El número de goles marcados.

## Relevo anual de clubes
San Luis terminó último en la tabla general del Torneo Clausura 2001 y fue relegado a la Liga de Plata, tras permanecer por una temporada en Primera División. Fue reemplazado por el campeón de la Segunda Isidro Metapán que ascendió a la máxima división por primera vez en su historia.
| Pos | a Primera      |
| --- | -------------- |
| 1°  | Isidro Metapán |

| Pos | a Segunda |
| --- | --------- |
| 10° | San Luis  |

## Equipos participantes

### Equipos por departamento
| Departamento | N.º | Equipos                            |
| ------------ | --- | ---------------------------------- |
| La Unión     | 2   | Atlético Balboa y Municipal Limeño |
| San Salvador | 2   | Alianza, Atlético Marte            |
| San Miguel   | 2   | Águila, Dragón                     |
| Santa Ana    | 2   | FAS e Isidro Metapán               |
| La Libertad  | 1   | ADET                               |
| Usulután     | 1   | Luis Ángel Firpo                   |

### Información de los equipos
| Equipo           | Entrenador               | Ciudad             | Estadio                  |
| ---------------- | ------------------------ | ------------------ | ------------------------ |
| ADET             | Juan Quarentone          | Talnique           | Hanz Usko                |
| Águila           | Saúl Rivero              | San Miguel         | Juan Francisco Barraza   |
| Alianza          | Juan Ramón Paredes       | San Salvador       | Cuscatlán                |
| Atlético Balboa  | Óscar Benítez            | La Unión           | Marcelino Imbers         |
| Atlético Marte   | Jorge Martínez           | San Salvador       | Cuscatlán                |
| Dragón           | Miguel Aguilar           | San Miguel         | Juan Francisco Barraza   |
| FAS              | Alberto Agustín Castillo | Santa Ana          | Óscar Alberto Quiteño    |
| Isidro Metapán   | Edwin Portillo           | Metapán            | Jorge "Calero" Suárez    |
| Luis Ángel Firpo | Miloš Miljanić           | Usulután           | Sergio Torres Rivera     |
| Municipal Limeño | Kiril Dojčinovski        | Santa Rosa de Lima | Dr. Ramón Flores Berríos |

## Tabla general
| Pos.                  | Equipos               | PJ  | PG | PE | PP | GF  | GC  | Dif. | Pts. |
| --------------------- | --------------------- | --- | -- | -- | -- | --- | --- | ---- | ---- |
| 1.                    | Alianza               | 18  | 12 | 4  | 2  | 42  | 23  | +19  | 40   |
| 2.                    | Luis Ángel Firpo      | 18  | 9  | 6  | 3  | 36  | 21  | +15  | 33   |
| 3.                    | Águila                | 18  | 9  | 5  | 4  | 49  | 26  | +23  | 32   |
| 4.                    | Municipal Limeño      | 18  | 8  | 6  | 4  | 28  | 21  | +7   | 30   |
| 5.                    | FAS                   | 18  | 7  | 8  | 3  | 30  | 15  | +15  | 29   |
| 6.                    | Isidro Metapán        | 18  | 7  | 5  | 6  | 29  | 27  | +2   | 26   |
| 7.                    | Atlético Balboa       | 18  | 5  | 3  | 10 | 19  | 32  | -13  | 18   |
| 8.                    | Dragón                | 18  | 4  | 3  | 11 | 18  | 34  | -16  | 15   |
| 9.                    | ADET                  | 18  | 4  | 2  | 12 | 22  | 49  | -27  | 14   |
| 10.                   | Atlético Marte        | 18  | 1  | 6  | 11 | 16  | 41  | -25  | 9    |
| Equipos Apertura 2001 | Equipos Apertura 2001 | 180 | 66 | 48 | 66 | 289 | 289 | 0    | 246  |

|  | Líder, clasificado para las semifinales. |
|  | Clasificados para las semifinales.       |
|  | Último lugar.                            |

## Fase final

### Cuadro eliminatorio
|  | Semifinales                                   | Semifinales                                   | Semifinales                                   | Semifinales                                   | Semifinales                                   |   |    | Final           | Final           | Final           |  |
|  | 9 de diciembre (ida) 16 de diciembre (vuelta) | 9 de diciembre (ida) 16 de diciembre (vuelta) | 9 de diciembre (ida) 16 de diciembre (vuelta) | 9 de diciembre (ida) 16 de diciembre (vuelta) | 9 de diciembre (ida) 16 de diciembre (vuelta) |   |    | 23 de diciembre | 23 de diciembre | 23 de diciembre |  |
|  |                                               |                                               |                                               |                                               |                                               |   |    |                 |                 |                 |  |
|  |                                               |                                               |                                               |                                               |                                               |   |    |                 |                 |                 |  |
|  | 1°                                            | Alianza                                       | 2                                             | 0                                             | 2                                             |   |    |                 |                 |                 |  |
|  | 1°                                            | Alianza                                       | 2                                             | 0                                             | 2                                             |   |    |                 |                 |                 |  |
|  | 4°                                            | Municipal Limeño                              | 2                                             | 0                                             | 2                                             |   |    |                 |                 |                 |  |
|  | 4°                                            | Municipal Limeño                              | 2                                             | 0                                             | 2                                             |   | 1° | Alianza         | 2               |                 |  |
|  |                                               |                                               |                                               |                                               |                                               |   | 1° | Alianza         | 2               |                 |  |
|  |                                               |                                               | 2°                                            | Luis Ángel Firpo                              | 1                                             |   |    |                 |                 |                 |  |
|  | 2°                                            | Luis Ángel Firpo                              | 2°                                            | Luis Ángel Firpo                              | 1                                             | 2 | 1  | 3               |                 |                 |  |
|  | 2°                                            | Luis Ángel Firpo                              |                                               |                                               |                                               | 2 | 1  | 3               |                 |                 |  |
|  | 3°                                            | Águila                                        | 2                                             | 1                                             | 3                                             |   |    |                 |                 |                 |  |
|  | 3°                                            | Águila                                        | 2                                             | 1                                             | 3                                             |   |    |                 |                 |                 |  |
|  |                                               |                                               |                                               |                                               |                                               |   |    |                 |                 |                 |  |

### Final
| 1     | POR   | Miguel Montes       |      |
| ND    | DEF   | Adrián La Cruz      |      |
| 5     | DEF   | Mario Elias Guevara |      |
| 4     | DEF   | Alexander Merino    | 105' |
| 11    | DEF   | Ramiro Carballo     |      |
| 20    | MED   | Juan Carlos Serrano | 90'  |
| 6     | MED   | Oscar Navarro       |      |
| 8     | MED   | Jorge Sandoval      |      |
| 10    | MED   | Adonay Martínez     |      |
| ND    | DEL   | José R. Castillo    | 61'  |
| 9     | DEL   | Martín García       |      |
| D. T. | D. T. | Juan Ramón Paredes  |      |

| 1     | POR   | Misael Alfaro         |     |
| ND    | DEF   | Mauricio Quintanilla  |     |
| 51    | DEF   | Wilman González       | 89' |
| ND    | DEF   | Diego Álvarez         |     |
| ND    | DEF   | Hidzar Henríquez      |     |
| ND    | MED   | Rafael Barrientos     |     |
| 24    | MED   | Guillermo Morán       | 60' |
| 7     | MED   | Héctor Canjura        |     |
| ND    | DEL   | Santos Cabrera        |     |
| ND    | DEL   | Vladimir Elías Montes |     |
| 11    | DEL   | Celio Rodríguez       | 80' |
| D. T. | D. T. | Miloš Miljanić        |     |

| 18 | Delantero      | Carlos Asprilla       | 61'  |
| 13 | Centrocampista | Hugo Escobar          | 90'  |
| 21 | Centrocampista | Miguel Ángel Riquelmi | 105' |

| ND | Centrocampista | René Durán            | 60' |
|    | Delantero      | Fredy González Vichez | 80' |
| ND | ND             | Guillermo García      | 89' |

| 31' · 119' | Jorge Sandoval Adonay Martínez | 2:0 |

| 20' | Vladimir Elías Montes | 0:1 |

| 42' · 61' · 84' | Juan Carlos Serrano Martín García Oscar Navarro |

| 18' · 65' · 68' · 104' | Guillermo Morán Santos Cabrera René Durán Hidzar Henríquez |

| Principal  | Ramón Migdonio Argueta |
| Asistentes | Raúl Ernesto Cardona   |
|            | Gilberto González      |
| Cuarto     | Neftalí Recinos        |

| 1     | POR   | Miguel Montes       |      |
| ND    | DEF   | Adrián La Cruz      |      |
| 5     | DEF   | Mario Elias Guevara |      |
| 4     | DEF   | Alexander Merino    | 105' |
| 11    | DEF   | Ramiro Carballo     |      |
| 20    | MED   | Juan Carlos Serrano | 90'  |
| 6     | MED   | Oscar Navarro       |      |
| 8     | MED   | Jorge Sandoval      |      |
| 10    | MED   | Adonay Martínez     |      |
| ND    | DEL   | José R. Castillo    | 61'  |
| 9     | DEL   | Martín García       |      |
| D. T. | D. T. | Juan Ramón Paredes  |      |

| 1     | POR   | Misael Alfaro         |     |
| ND    | DEF   | Mauricio Quintanilla  |     |
| 51    | DEF   | Wilman González       | 89' |
| ND    | DEF   | Diego Álvarez         |     |
| ND    | DEF   | Hidzar Henríquez      |     |
| ND    | MED   | Rafael Barrientos     |     |
| 24    | MED   | Guillermo Morán       | 60' |
| 7     | MED   | Héctor Canjura        |     |
| ND    | DEL   | Santos Cabrera        |     |
| ND    | DEL   | Vladimir Elías Montes |     |
| 11    | DEL   | Celio Rodríguez       | 80' |
| D. T. | D. T. | Miloš Miljanić        |     |

| 18 | Delantero      | Carlos Asprilla       | 61'  |
| 13 | Centrocampista | Hugo Escobar          | 90'  |
| 21 | Centrocampista | Miguel Ángel Riquelmi | 105' |

| ND | Centrocampista | René Durán            | 60' |
|    | Delantero      | Fredy González Vichez | 80' |
| ND | ND             | Guillermo García      | 89' |

| 31' · 119' | Jorge Sandoval Adonay Martínez | 2:0 |

| 20' | Vladimir Elías Montes | 0:1 |

| 42' · 61' · 84' | Juan Carlos Serrano Martín García Oscar Navarro |

| 18' · 65' · 68' · 104' | Guillermo Morán Santos Cabrera René Durán Hidzar Henríquez |

| Principal  | Ramón Migdonio Argueta |
| Asistentes | Raúl Ernesto Cardona   |
|            | Gilberto González      |
| Cuarto     | Neftalí Recinos        |

| 1     | POR   | Miguel Montes       |      |
| ND    | DEF   | Adrián La Cruz      |      |
| 5     | DEF   | Mario Elias Guevara |      |
| 4     | DEF   | Alexander Merino    | 105' |
| 11    | DEF   | Ramiro Carballo     |      |
| 20    | MED   | Juan Carlos Serrano | 90'  |
| 6     | MED   | Oscar Navarro       |      |
| 8     | MED   | Jorge Sandoval      |      |
| 10    | MED   | Adonay Martínez     |      |
| ND    | DEL   | José R. Castillo    | 61'  |
| 9     | DEL   | Martín García       |      |
| D. T. | D. T. | Juan Ramón Paredes  |      |

| 1     | POR   | Misael Alfaro         |     |
| ND    | DEF   | Mauricio Quintanilla  |     |
| 51    | DEF   | Wilman González       | 89' |
| ND    | DEF   | Diego Álvarez         |     |
| ND    | DEF   | Hidzar Henríquez      |     |
| ND    | MED   | Rafael Barrientos     |     |
| 24    | MED   | Guillermo Morán       | 60' |
| 7     | MED   | Héctor Canjura        |     |
| ND    | DEL   | Santos Cabrera        |     |
| ND    | DEL   | Vladimir Elías Montes |     |
| 11    | DEL   | Celio Rodríguez       | 80' |
| D. T. | D. T. | Miloš Miljanić        |     |

| 18 | Delantero      | Carlos Asprilla       | 61'  |
| 13 | Centrocampista | Hugo Escobar          | 90'  |
| 21 | Centrocampista | Miguel Ángel Riquelmi | 105' |

| ND | Centrocampista | René Durán            | 60' |
|    | Delantero      | Fredy González Vichez | 80' |
| ND | ND             | Guillermo García      | 89' |

| 31' · 119' | Jorge Sandoval Adonay Martínez | 2:0 |

| 20' | Vladimir Elías Montes | 0:1 |

| 42' · 61' · 84' | Juan Carlos Serrano Martín García Oscar Navarro |

| 18' · 65' · 68' · 104' | Guillermo Morán Santos Cabrera René Durán Hidzar Henríquez |

| Principal  | Ramón Migdonio Argueta |
| Asistentes | Raúl Ernesto Cardona   |
|            | Gilberto González      |
| Cuarto     | Neftalí Recinos        |

| 1     | POR   | Miguel Montes       |      |
| ND    | DEF   | Adrián La Cruz      |      |
| 5     | DEF   | Mario Elias Guevara |      |
| 4     | DEF   | Alexander Merino    | 105' |
| 11    | DEF   | Ramiro Carballo     |      |
| 20    | MED   | Juan Carlos Serrano | 90'  |
| 6     | MED   | Oscar Navarro       |      |
| 8     | MED   | Jorge Sandoval      |      |
| 10    | MED   | Adonay Martínez     |      |
| ND    | DEL   | José R. Castillo    | 61'  |
| 9     | DEL   | Martín García       |      |
| D. T. | D. T. | Juan Ramón Paredes  |      |

| 1     | POR   | Misael Alfaro         |     |
| ND    | DEF   | Mauricio Quintanilla  |     |
| 51    | DEF   | Wilman González       | 89' |
| ND    | DEF   | Diego Álvarez         |     |
| ND    | DEF   | Hidzar Henríquez      |     |
| ND    | MED   | Rafael Barrientos     |     |
| 24    | MED   | Guillermo Morán       | 60' |
| 7     | MED   | Héctor Canjura        |     |
| ND    | DEL   | Santos Cabrera        |     |
| ND    | DEL   | Vladimir Elías Montes |     |
| 11    | DEL   | Celio Rodríguez       | 80' |
| D. T. | D. T. | Miloš Miljanić        |     |

| 18 | Delantero      | Carlos Asprilla       | 61'  |
| 13 | Centrocampista | Hugo Escobar          | 90'  |
| 21 | Centrocampista | Miguel Ángel Riquelmi | 105' |

| ND | Centrocampista | René Durán            | 60' |
|    | Delantero      | Fredy González Vichez | 80' |
| ND | ND             | Guillermo García      | 89' |

| 31' · 119' | Jorge Sandoval Adonay Martínez | 2:0 |

| 20' | Vladimir Elías Montes | 0:1 |

| 42' · 61' · 84' | Juan Carlos Serrano Martín García Oscar Navarro |

| 18' · 65' · 68' · 104' | Guillermo Morán Santos Cabrera René Durán Hidzar Henríquez |

| Principal  | Ramón Migdonio Argueta |
| Asistentes | Raúl Ernesto Cardona   |
|            | Gilberto González      |
| Cuarto     | Neftalí Recinos        |

Fuente:  Archivado el 4 de marzo de 2016 en Wayback Machine.
|                            |
| Campeón Alianza 8.° título |